# 张锡昌
张锡昌（1902年—1980年），笔名张西超、李作周等，男，江苏无锡人，中华人民共和国政治人物、经济学家。